# Jeffries Jr.

Jeffries Jr. est un court métrage américain muet en noir et blanc réalisé par Leo McCarey et sorti en 1924.

## Synopsis
Jimmy Jump a besoin d'être endurcie pour que son père l'envoie travailler à la ferme de Jim Jeffries, où il est toujours intimidé par la femme de ce dernier.

## Fiche technique
- Réalisation : Leo McCarey
- Production : Hal Roach
- Format: muet, noir et blanc
- Durée : 10 minutes
- Genre : comédie
- Date de sortie : États-Unis : 6 juillet 1924

## Distribution
- Charley Chase : Jimmy Jump
- James J. Jeffries : lui-même
- Ena Gregory : Pearl
- Emma Tansey : la mère de Pearl
- Leo Willis : le chauffeur